# Sachbefugnis
Die Sachbefugnis, auch Sachlegitimation bezeichnet im Prozessrecht die materielle Rechtszuständigkeit. Sie beschreibt einerseits die Aktivlegitimation des Klägers und andererseits die Passivlegitimation des Beklagten. Die Sachbefugnis beider Parteien ist Voraussetzung der Begründetheit der Klage. Die Sachbefugnis besteht kraft materiellen Rechts.
Strikt zu unterscheiden ist die Sachbefugnis von der Prozessführungsbefugnis, die eine parteibezogene Voraussetzung der Zulässigkeit der Klage (allgemeine Prozessvoraussetzung) ist und von Amts wegen geprüft wird. 
Die Prozessführungsbefugnis ist im Zivilprozess schlüssig zu behaupten und im Verwaltungsprozess nach der Möglichkeitstheorie von Amts wegen zu bejahen, wenn die Möglichkeit der Verletzung in eigenen Rechten nicht offensichtlich und eindeutig ausgeschlossen ist. Die Sachbefugnis unterliegt dagegen den strengen Anforderungen des Beweisrechts. Eine zur Begründung der Prozessführungsbefugnis und der Sachbefugnis behauptete Tatsache ist eine sog. doppelrelevante Tatsache, weil sie sich auf die Zulässigkeit und die Begründetheit der Klage auswirkt.